# Священная конгрегация собора
Священная Конгрегация Собора, более полное название Священная Конгрегация по исполнению и интерпретации Тридентского собора (лат. Congregatio pro executione et interpretatione concilii Tridentini) — бывшая Конгрегация Римской курии: занималась правильным истолкованием канонов Тридентского собора, со временем взяла на себя задачу обеспечения белым духовенством.

## История
Священная Конгрегация Собора была учреждена папой римским Пием IV (1559—1565) апостольской конституцией Alias Nos от 2 августа 1564 года, и несла ответственность за исполнение дисциплинарных декретов Тридентского собора. Апостольской конституцией Immensa от 22 января 1588 года папа римский Сикст V (1585—1590) расширил её функции, а также возложил на неё задачу по обеспечению аутентичного толкования канонов Тридентского собора, для решения спорных вопросов, относящихся к нему и по надзору за провинциальными соборами. 
Священная Конгрегация Собора постепенно потеряла многие свои полномочия, оставив только те, которые касаются дисциплины духовенства, до тех пор сохраняла первоначальное название, до 31 декабря 1967 года, когда папа римский Павел VI (1963—1968) переименовал её в Конгрегацию по делам духовенства.

## Префекты Священной Конгрегации Собора
- Карло Борромео — (1564—1565);
- Франческо Альчати — (1565—1580);
- Филиппо Бонкомпаньи — (1580—1586);
- Антонио Карафа — (1586—1591);
- Джироламо Маттей — (1591—1603);
- Паоло Эмилио Дзаккья — (1604—1605);
- Франческо Мария Борбоне дель Монте Санта Мария — (1606—1616);
- Орацио Ланчеллотти — (1616—1620);
- Роберто Убальдини — (1621—1623);
- Козимо де Торрес — (1623—1626);
- Бонифачо Бевилаква Альдобрандини — (1626—1627);
- Фабрицио Вероспи — (1627—1639);
- Джамбаттиста Памфили — (27 января 1639 — 15 сентября 1644);
- Франческо Ченнини де Саламандри — (1644—1645);
- Пьерлуиджи Карафа — (1645—1655);
- Франческо Паолуччи — (1657—1661);
- Джулио Чезаре Саккетти — (1661—1663);
- Анджело Чельси — (1664—1671);
- Палуццо Палуцци Альтьери дельи Альбертони — (1671—1672);
- Винченцо Мария Орсини ди Гравина, O.P. — (4 января 1673 — 28 января 1675);
- Федерико Бальдески Колонна — (1675—1691);
- Галеаццо Марескотти — (1692—1695);
- Джузеппе Сакрипанте — (1696—1700);
- Бандино Панчатики — (1700—1718);
- Пьер Марчеллино Коррадини — (1718—1721);
- Курцио Ориго — (1721—1737);
- Антонио Саверио Джентили — (1737—1753);
- Марио Миллини — (1753—1756);
- Джованни Джакомо Милло — (1756—1757);
- Клементе Арженвилльерс — (1757—1758);
- Фердинандо Мария де Росси — (1759—1775);
- Карло Витторио Амедео Делле Ланце — (1775—1784);
- Гульельмо Паллотта — (1785—1795);
- Томмазо Античи — (1795—1798);
- Филиппо Карандини — (марта 1800 — 28 августа 1810);
  - вакансия (1810 — 1814);
- Джулио Габриэлли младший — (26 июля 1814 — 6 мая 1820);
- Эммануэле де Грегорио — (6 мая 1820 — 11 декабря 1834 );
- Винченцо Макки — (1834—1841);
- Паоло Полидори — (1841—1847);
- Пьетро Остини — (1847—1849);
- Анджело Май — (1851—1853);
- Антонио Мария Каджано де Ацеведо — (1853—1860);
- Просперо Катерини — (1860—1881);
- Лоренцо Нина — (1881—1885);
- Луиджи Серафини — (1885—1893);
- Анджело Ди Пьетро — (1893—1902);
- Винченцо Ваннутелли — (1902—1908);
- Казимиро Дженнари — (1908—1914);
- Франческо ди Паола Кассетта — (1914—1919);
- Донато Раффаэле Сбарретти Тацца — (1919—1930);
- Джулио Серафини — (1930—1938);
- Луиджи Мальоне — (1938—1939);
- Франческо Мармаджи — (1939—1949);
- Джузеппе Бруно — (1949—1954);
- Пьетро Чириачи — (1954—1966).

## Секретари
- Просперо Лоренцо Ламбертини (30 июля 1718 — 30 июля 1730)
- Джакомо Ланфредини (17 мая 1731 — 24 марта 1734)

...
- Филиппо Мария Пирелли
- Франческо Саверио де Дзелада (26 сентября 1766 — 19 апреля 1773);
- Франческо Каррара

...